# Lisa Schwarzbaum
Lisa Schwarzbaum (nacida en 1952 en Queens, Nueva York) es una crítica de cine estadounidense. Se unió a la revista Entertainment Weekly como crítica de cine en la década de 1990, haciendo aportes a la misma hasta el año 2013.

## Carrera
Ha trabajo con la cadena CNN, presentado en la serie At the Movies y se ha desempeñado como crítica cultural, teatral y de televisión.
Schwarzbaum aparece en la película documental For the Love of Movies: The Story of American Film Criticism describiendo la importancia de dos mujeres críticas, Molly Haskell y Janet Maslin, y explicando el efecto que tuvo en ella la película de Joseph Losey The Boy with Green Hair.
Su carrera inició en Boston, donde se desempeñó como crítica musical para los periódicos The Real Paper y The Boston Globe. También escribió para The New York Daily News, The New York Times Magazine, Vogue y Redbook. 